# Ґарретт Сервісс
Ґарретт Патнем Сервісс (англ. Garrett Putnam Serviss; 24 березня 1851, Шарон-Спрінгс — 25 травня 1929) — американський астроном, популяризатор астрономії та письменник, автор наукової фантастики.

## Біографія
Ґарретт Патнем Сервісс народився 24 березня 1851 року Шарон-Спрінгс, штат Нью-Йорк. Отримав наукову спеціальність у Корнелльському університеті, а освіту юриста — в Колумбійському університеті, одначе ніколи не працював адвокатом. Натомість у 1876 році приєднався до штату газети «The New York Sun», працюючи журналістом до 1892 року під керівництвом редактора Чарльза Дани.
Сервісс виявив талант пояснювати наукові деталі таким чином, щоб вони були зрозумілі пересічному читачеві, що спонукало Ендрю Карнеґі запросити його прочитати в 1894 році «Уранські лекції» з астрономії, космології, геології та суміжних питань. За фінансової підтримки Карнеґі ці лекції були проілюстровані слайдами з чарівними ліхтарями та іншими ефектами, щоб показати затемнення, передбачувані місячні ландшафти та багато іншого. Сервісс гастролював Сполученими Штатами Америки понад два роки, читаючи ці лекції, а потім оселився і став популярним оратором в районі Нью-Йорка. Він також вів колонку в газеті, присвячену астрономії та іншим наукам, і часто писав для провідних журналів того часу.
Улюбленою темою Сервісса була астрономія, і з п'ятнадцяти написаних ним книг вісім присвячених їй. Він, безсумнівно, був більш широко прочитаний громадськістю на цю тему, ніж будь-хто до його часу. Він працював з Максом і Дейвом Флейшерами над «Теорією відносності Ейнштейна» (1923), короткометражним німим фільмом, випущеним у зв'язку з однією з книг Сервісса. Він також написав шість художніх творів за своє життя, всі з яких сьогодні були б класифіковані як наукова фантастика. П'ять з них були романами, а один — оповіданням.
В особистому житті Сервісс був захопленим альпіністом. Він описав своє досягнення вершини Матергорн у віці 43 років як частину зусиль, спрямованих на те, щоб «піти якомога далі від земного тяжіння». Його сином був олімпійський стрибун у висоту Ґарретт Сервісс.
Цитата з книги Сервісса «Астрономія неозброєним оком» (1908) з'являється в кінці оповідання «За стіною сну» (1919), написаного Говардом Лавкрафтом.

### Популяризація науки
- «Астрономія з оперним склом» (англ. «Astronomy With an Opera Glass»; 1888)
- «Принади телескопа» (англ. «Pleasures of the Telescope»; 1901)
- «Інші світи: Їх природа, можливості та придатність для життя у світлі новітніх відкриттів» (англ. «Other Worlds: Their Nature, Possibilities and Habitability in the Light of the Latest Discoveries»; 1901)
- «Місяць» (англ. «The Moon»; 1907)
- «Астрономія неозброєним оком» (англ. «Astronomy With The Naked Eye»; 1908)
- «Дивацтва неба» (англ. «Curiosities of the Sky»; 1909)
- «Навколосвітня подорож із зірками» (англ. «Round the Year with the Stars»; 1910)
- «Астрономія у двох словах» (англ. «Astronomy in a Nutshell»; 1912)
- «Теорія відносності Ейнштейна» (англ. «The Einstein Theory of Relativity»; 1923)[7]

### Наукова фантастика
- «Завоювання Едісоном Марса» (англ. «Edison's Conquest of Mars»; 1898, роман)
- «Місячний метал» (англ. «The Moon Metal»; 1900, оповідання)
- «Колумб космосу» (англ. «A Columbus of Space»; 1909, роман)
- «Зоряний пірат» (англ. «The Sky Pirate»; 1909, роман)
- «Другий потоп» (англ. «The Second Deluge»; 1911, роман)[8]
- «Місячна діва» (англ. «The Moon Maiden»; 1915, роман)